# Danh sách cầu thủ tham dự giải vô địch bóng đá U-17 châu Âu 2007
Dưới đây là danh sách các đội hình tham gia Giải vô địch bóng đá U-17 châu Âu 2007 ở Bỉ.
Tuổi của cầu thủ được tính đến ngày khởi tranh giải đấu (2 tháng 5 năm 2007).

## Bảng A

### Pháp
Huấn luyện viên: François Blaquart

| Số | VT | Cầu thủ                | Ngày sinh (tuổi)            | Trận | Bàn | Câu lạc bộ          |
| -- | -- | ---------------------- | --------------------------- | ---- | --- | ------------------- |
| 1  | TM | Joris Delle            | 29 tháng 3, 1990 (17 tuổi)  |      |     | Metz                |
| 2  | HV | Nicolas Seguin         | 6 tháng 3, 1990 (17 tuổi)   |      |     | Lyon                |
| 3  | HV | Abdelhamid El Kaoutari | 17 tháng 3, 1990 (17 tuổi)  |      |     | Montpellier         |
| 4  | HV | Matthieu Saunier       | 7 tháng 2, 1990 (17 tuổi)   |      |     | Bordeaux            |
| 5  | TV | Alfred N'Diaye         | 6 tháng 3, 1990 (17 tuổi)   |      |     | Nancy               |
| 6  | TV | Omar Benzerga          | 16 tháng 1, 1990 (17 tuổi)  |      |     | Lille               |
| 7  | TĐ | Damien Le Tallec       | 19 tháng 4, 1990 (17 tuổi)  |      |     | Rennes              |
| 8  | TĐ | Martial Riff           | 22 tháng 2, 1990 (17 tuổi)  |      |     | Sochaux             |
| 9  | TV | Fabrice N'Sakala       | 21 tháng 7, 1990 (16 tuổi)  |      |     | Troyes              |
| 10 | TĐ | Vincent Acapandié      | 9 tháng 2, 1990 (17 tuổi)   |      |     | Auxerre             |
| 11 | TĐ | Thibaut Bourgeois      | 5 tháng 1, 1990 (17 tuổi)   |      |     | Metz                |
| 12 | TV | Yann M'Vila            | 29 tháng 6, 1990 (16 tuổi)  |      |     | Rennes              |
| 13 | HV | Aristote Lusinga       | 20 tháng 2, 1990 (17 tuổi)  |      |     | Nantes              |
| 14 | TV | Frédéric Duplus        | 7 tháng 4, 1990 (17 tuổi)   |      |     | Sochaux             |
| 15 | TĐ | Henri Saivet           | 26 tháng 10, 1990 (16 tuổi) |      |     | Bordeaux            |
| 16 | TM | Mathieu Gorgelin       | 5 tháng 8, 1990 (16 tuổi)   |      |     | Lyon                |
| 17 | TV | Saïd Mehamha           | 4 tháng 9, 1990 (16 tuổi)   |      |     | Lyon                |
| 18 | HV | Mamadou Sakho          | 13 tháng 2, 1990 (17 tuổi)  |      |     | Paris Saint-Germain |

### Đức
Huấn luyện viên: Paul Schomann

| Số | VT | Cầu thủ             | Ngày sinh (tuổi)           | Trận | Bàn | Câu lạc bộ               |
| -- | -- | ------------------- | -------------------------- | ---- | --- | ------------------------ |
| 1  | TM | Fabian Giefer       | 17 tháng 5, 1990 (16 tuổi) |      |     | Bayer Leverkusen         |
| 2  | TĐ | Markus Untch        | 29 tháng 4, 1990 (17 tuổi) |      |     | 1. FC Nürnberg           |
| 3  | HV | Nils Teixeira       | 10 tháng 7, 1990 (16 tuổi) |      |     | Bayer Leverkusen         |
| 4  | HV | Marvin Pachan       | 11 tháng 4, 1990 (17 tuổi) |      |     | Schalke 04               |
| 5  | TV | Konstantin Rausch   | 15 tháng 3, 1990 (17 tuổi) |      |     | Hannover 96              |
| 6  | TV | Kevin Wolze         | 9 tháng 3, 1990 (17 tuổi)  |      |     | Bolton Wanderers         |
| 7  | TĐ | Henning Sauerbier   | 6 tháng 1, 1990 (17 tuổi)  |      |     | Bayer Leverkusen         |
| 8  | TV | Patrick Funk        | 11 tháng 2, 1990 (17 tuổi) |      |     | VfB Stuttgart            |
| 9  | TV | Sascha Bigalke      | 8 tháng 1, 1990 (17 tuổi)  |      |     | Hertha BSC               |
| 10 | TV | Toni Kroos          | 4 tháng 1, 1990 (17 tuổi)  |      |     | Bayern Munich            |
| 11 | TĐ | Marvin Knoll        | 5 tháng 12, 1990 (16 tuổi) |      |     | Hertha BSC               |
| 12 | TM | René Vollath        | 20 tháng 3, 1990 (17 tuổi) |      |     | 1. FC Nürnberg           |
| 13 | HV | Kai-Bastian Evers   | 4 tháng 4, 1990 (17 tuổi)  |      |     | Borussia Dortmund        |
| 14 | HV | Viktor Maier        | 12 tháng 6, 1990 (16 tuổi) |      |     | Hamburger SV             |
| 15 | TV | Tony Jantschke      | 7 tháng 4, 1990 (17 tuổi)  |      |     | Borussia Mönchengladbach |
| 16 | TĐ | Dennis Dowidat      | 10 tháng 1, 1990 (17 tuổi) |      |     | Borussia Mönchengladbach |
| 17 | TĐ | Richard Sukuta-Pasu | 24 tháng 6, 1990 (16 tuổi) |      |     | Bayer Leverkusen         |
| 18 | TĐ | Eric Tappiser       | 1 tháng 2, 1990 (17 tuổi)  |      |     | Borussia Mönchengladbach |

### Tây Ban Nha
Huấn luyện viên: Juan Santisteban

| Số | VT | Cầu thủ          | Ngày sinh (tuổi)           | Trận | Bàn | Câu lạc bộ          |
| -- | -- | ---------------- | -------------------------- | ---- | --- | ------------------- |
| 1  | TM | Yelco Ramos      | 23 tháng 2, 1990 (17 tuổi) |      |     | Albacete            |
| 2  | HV | Moisés Jiménez   | 29 tháng 6, 1990 (16 tuổi) |      |     | Sevilla             |
| 3  | HV | Alberto Morgado  | 10 tháng 5, 1990 (16 tuổi) |      |     | Alavés              |
| 4  | HV | David Rochela    | 19 tháng 2, 1990 (17 tuổi) |      |     | Deportivo La Coruña |
| 5  | HV | Nacho            | 18 tháng 1, 1990 (17 tuổi) |      |     | Real Madrid         |
| 6  | TV | Ignacio Camacho  | 4 tháng 5, 1990 (16 tuổi)  |      |     | Atlético Madrid     |
| 7  | TV | Ximo             | 27 tháng 1, 1990 (17 tuổi) |      |     | Valencia            |
| 8  | TV | David González   | 20 tháng 1, 1990 (17 tuổi) |      |     | Barcelona           |
| 9  | TĐ | Bojan            | 28 tháng 8, 1990 (16 tuổi) |      |     | Barcelona           |
| 10 | TV | Fran Mérida      | 4 tháng 3, 1990 (17 tuổi)  |      |     | Arsenal             |
| 11 | TĐ | Isma López       | 29 tháng 1, 1990 (17 tuổi) |      |     | Athletic Bilbao     |
| 12 | TĐ | Lucas Porcar     | 18 tháng 2, 1990 (17 tuổi) |      |     | Espanyol            |
| 13 | TM | David de Gea     | 7 tháng 11, 1990 (16 tuổi) |      |     | Atlético Madrid     |
| 14 | TĐ | Iago Falque      | 4 tháng 1, 1990 (17 tuổi)  |      |     | Barcelona           |
| 15 | HV | Sergio Rodríguez | 22 tháng 8, 1990 (16 tuổi) |      |     | Atlético Madrid     |
| 16 | TĐ | Dani Aquino      | 27 tháng 7, 1990 (16 tuổi) |      |     | Real Murcia         |
| 17 | HV | Pichu Atienza    | 18 tháng 1, 1990 (17 tuổi) |      |     | Atlético Madrid     |
| 18 | TĐ | Ander Vitoria    | 22 tháng 1, 1990 (17 tuổi) |      |     | Athletic Bilbao     |

### Ukraina
Huấn luyện viên: Yuriy Kalitvintsev

| Số | VT | Cầu thủ               | Ngày sinh (tuổi)            | Trận | Bàn | Câu lạc bộ                 |
| -- | -- | --------------------- | --------------------------- | ---- | --- | -------------------------- |
| 1  | TM | Anton Sytnykov        | 12 tháng 7, 1991 (15 tuổi)  |      |     | Dynamo Kyiv                |
| 2  | HV | Dmytro Kushnirov      | 1 tháng 4, 1990 (17 tuổi)   |      |     | RUFK Kyiv                  |
| 3  | HV | Oleksandr Stetsenko   | 2 tháng 3, 1990 (17 tuổi)   |      |     | FC Vidradnyi               |
| 4  | HV | Maksym Maksymenko     | 28 tháng 5, 1990 (16 tuổi)  |      |     | Shakhtar Donetsk           |
| 5  | HV | Volodymyr Pidvirnyy   | 12 tháng 1, 1990 (17 tuổi)  |      |     | Karpaty Lviv               |
| 6  | TĐ | Vitaliy Vitsenets     | 3 tháng 8, 1990 (16 tuổi)   |      |     | Shakhtar Donetsk           |
| 7  | TĐ | Dmytro Korkishko      | 4 tháng 5, 1990 (16 tuổi)   |      |     | Dynamo Kyiv                |
| 8  | TV | Kyrylo Petrov         | 22 tháng 6, 1990 (16 tuổi)  |      |     | Dynamo Kyiv                |
| 9  | TV | Ilya Mikhalyov        | 31 tháng 7, 1990 (16 tuổi)  |      |     | Shakhtar Donetsk           |
| 10 | TV | Artur Karnoza         | 2 tháng 8, 1990 (16 tuổi)   |      |     | Dnipro Dnipropetrovsk      |
| 11 | TĐ | Serhiy Shevchuk       | 21 tháng 9, 1990 (16 tuổi)  |      |     | Dynamo Kyiv                |
| 12 | HV | Anatoliy Mudrak       | 14 tháng 11, 1990 (16 tuổi) |      |     | Inter-Lilia Dnipropetrovsk |
| 13 | HV | Maksym Bilyi          | 21 tháng 6, 1990 (16 tuổi)  |      |     | Shakhtar Donetsk           |
| 14 | TV | Yevhen Shakhov        | 30 tháng 11, 1990 (16 tuổi) |      |     | Dnipro Dnipropetrovsk      |
| 15 | HV | Dmytro Niemchaninov   | 27 tháng 1, 1990 (17 tuổi)  |      |     | RUFK Kyiv                  |
| 16 | TV | Denys Harmash         | 19 tháng 4, 1990 (17 tuổi)  |      |     | RUFK Kyiv                  |
| 17 | TĐ | Dmytro Yeremenko      | 20 tháng 6, 1990 (16 tuổi)  |      |     | Volyn Lutsk                |
| 18 | TM | Vyacheslav Bazylevych | 7 tháng 9, 1990 (16 tuổi)   |      |     | Shakhtar Donetsk           |

## Bảng B

### Bỉ
Huấn luyện viên: Bob Browaeys

| Số | VT | Cầu thủ                  | Ngày sinh (tuổi)            | Trận | Bàn | Câu lạc bộ     |
| -- | -- | ------------------------ | --------------------------- | ---- | --- | -------------- |
| 1  | TM | Jo Coppens               | 21 tháng 12, 1990 (16 tuổi) |      |     | Genk           |
| 2  | HV | Dimitri Daeseleire       | 18 tháng 5, 1990 (16 tuổi)  |      |     | Genk           |
| 3  | HV | Rudy Ngombo              | 25 tháng 3, 1990 (17 tuổi)  |      |     | Standard Liège |
| 4  | HV | Koen Hustinx             | 30 tháng 1, 1990 (17 tuổi)  |      |     | Genk           |
| 5  | HV | Niels Ringoot            | 22 tháng 4, 1990 (17 tuổi)  |      |     | Anderlecht     |
| 6  | TV | Laurens Spruyt           | 5 tháng 1, 1990 (17 tuổi)   |      |     | Genk           |
| 7  | TĐ | Guillaume François       | 3 tháng 6, 1990 (16 tuổi)   |      |     | Mouscron       |
| 8  | TV | Cédric Ciza              | 2 tháng 2, 1990 (17 tuổi)   |      |     | Anderlecht     |
| 9  | TĐ | Christian Benteke        | 3 tháng 12, 1990 (16 tuổi)  |      |     | Genk           |
| 10 | TV | Eden Hazard              | 7 tháng 1, 1991 (16 tuổi)   |      |     | Lille          |
| 11 | TĐ | Kevin Kis                | 26 tháng 9, 1990 (16 tuổi)  |      |     | Genk           |
| 12 | TM | Stefan Deloose           | 14 tháng 1, 1990 (17 tuổi)  |      |     | Lokeren        |
| 13 | HV | Maxim Geurden            | 2 tháng 11, 1990 (16 tuổi)  |      |     | Genk           |
| 14 | TV | Sébastien Phiri          | 1 tháng 7, 1990 (16 tuổi)   |      |     | Brussels       |
| 15 | TV | Kerem Zevne              | 16 tháng 1, 1990 (17 tuổi)  |      |     | Genk           |
| 16 | TĐ | Guillaume Clinckemaillie | 7 tháng 10, 1990 (16 tuổi)  |      |     | Anderlecht     |
| 17 | TĐ | Nill De Pauw             | 6 tháng 1, 1990 (17 tuổi)   |      |     | Lokeren        |
| 18 | TĐ | Maurizio Aquino          | 1 tháng 3, 1990 (17 tuổi)   |      |     | Genk           |

### Anh
Huấn luyện viên: John Peacock

| Số | VT | Cầu thủ            | Ngày sinh (tuổi)            | Trận | Bàn | Câu lạc bộ        |
| -- | -- | ------------------ | --------------------------- | ---- | --- | ----------------- |
| 1  | TM | Jason Steele       | 18 tháng 8, 1990 (16 tuổi)  |      |     | Middlesbrough     |
| 2  | HV | Seth Ofori-Twumasi | 15 tháng 5, 1990 (16 tuổi)  |      |     | Chelsea           |
| 3  | HV | Joe Mattock        | 15 tháng 5, 1990 (16 tuổi)  |      |     | Leicester City    |
| 4  | TV | Henri Lansbury     | 12 tháng 10, 1990 (16 tuổi) |      |     | Arsenal           |
| 5  | HV | Krystian Pearce    | 5 tháng 1, 1990 (17 tuổi)   |      |     | Birmingham City   |
| 6  | HV | Jordan Spence      | 24 tháng 5, 1990 (16 tuổi)  |      |     | West Ham United   |
| 7  | TĐ | Danny Welbeck      | 26 tháng 11, 1990 (16 tuổi) |      |     | Manchester United |
| 8  | TĐ | Danny Rose         | 2 tháng 7, 1990 (16 tuổi)   |      |     | Leeds United      |
| 9  | TĐ | Rhys Murphy        | 6 tháng 11, 1990 (16 tuổi)  |      |     | Arsenal           |
| 10 | TV | Victor Moses       | 12 tháng 12, 1990 (16 tuổi) |      |     | Crystal Palace    |
| 11 | TV | Tristan Plummer    | 30 tháng 1, 1990 (17 tuổi)  |      |     | Bristol City      |
| 12 | HV | Tom Taiwo          | 27 tháng 2, 1990 (17 tuổi)  |      |     | Chelsea           |
| 13 | TM | Alex Smithies      | 5 tháng 3, 1990 (17 tuổi)   |      |     | Huddersfield Town |
| 14 | TV | Michael Woods      | 6 tháng 4, 1990 (17 tuổi)   |      |     | Chelsea           |
| 15 | TV | Dan Gosling        | 1 tháng 2, 1990 (17 tuổi)   |      |     | Plymouth Argyle   |
| 16 | TV | Nathan Porritt     | 9 tháng 1, 1990 (17 tuổi)   |      |     | Middlesbrough     |
| 17 | TV | Jonathan Franks    | 8 tháng 4, 1990 (17 tuổi)   |      |     | Middlesbrough     |
| 18 | HV | Gavin Hoyte        | 6 tháng 6, 1990 (16 tuổi)   |      |     | Arsenal           |

### Iceland
Huấn luyện viên: Luka Kostić

| Số | VT | Cầu thủ                    | Ngày sinh (tuổi)           | Trận | Bàn | Câu lạc bộ        |
| -- | -- | -------------------------- | -------------------------- | ---- | --- | ----------------- |
| 1  | TM | Vignir Jóhannesson         | 6 tháng 9, 1990 (16 tuổi)  |      |     | Breiðablik        |
| 2  | HV | Jóhann Laxdal              | 27 tháng 1, 1990 (17 tuổi) |      |     | Stjarnan          |
| 3  | HV | Kristinn Jónsson           | 4 tháng 8, 1990 (16 tuổi)  |      |     | Breiðablik        |
| 4  | TV | Frans Elvarsson            | 14 tháng 8, 1990 (16 tuổi) |      |     | Njarðvík          |
| 5  | TV | Eggert Rafn Einarsson      | 28 tháng 1, 1990 (17 tuổi) |      |     | KR Reykjavík      |
| 6  | TV | Hólmar Örn Eyjólfsson      | 6 tháng 8, 1990 (16 tuổi)  |      |     | HK Kopavogur      |
| 7  | HV | Dofri Snorrason            | 21 tháng 7, 1990 (16 tuổi) |      |     | KR Reykjavík      |
| 8  | TĐ | Ragnar Gunnarsson          | 6 tháng 6, 1990 (16 tuổi)  |      |     | IA Akranes        |
| 9  | TĐ | Viktor Illugason           | 25 tháng 1, 1990 (17 tuổi) |      |     | Reading           |
| 10 | TV | Bjorn Jónsson              | 7 tháng 10, 1990 (16 tuổi) |      |     | Heerenveen        |
| 11 | TĐ | Kolbeinn Sigþórsson        | 14 tháng 3, 1990 (17 tuổi) |      |     | HK Kopavogur      |
| 12 | TM | Trausti Sigurbjörnsson     | 25 tháng 9, 1990 (16 tuổi) |      |     | IA Akranes        |
| 13 | TV | Victor Pálsson             | 30 tháng 4, 1991 (16 tuổi) |      |     | Fylkir            |
| 14 | TĐ | Arnar Geirsson             | 30 tháng 8, 1991 (15 tuổi) |      |     | Valur             |
| 15 | TĐ | Aron Palomares             | 9 tháng 3, 1990 (17 tuổi)  |      |     | HK Kopavogur      |
| 16 | HV | Þórarinn Ingi Valdimarsson | 23 tháng 4, 1990 (17 tuổi) |      |     | IBV Vestmannaeyar |
| 17 | TĐ | Brynjar Benediktsson       | 7 tháng 2, 1990 (17 tuổi)  |      |     | FH Hafnarfjarðar  |
| 18 | HV | Finnur Margeirsson         | 8 tháng 3, 1991 (16 tuổi)  |      |     | Breiðablik        |
| 19 | TM | Arnar Darri Pétursson      | 16 tháng 3, 1991 (16 tuổi) |      |     | Stjarnan          |

### Hà Lan
Huấn luyện viên: Albert Stuivenberg

| Số | VT | Cầu thủ                | Ngày sinh (tuổi)            | Trận | Bàn | Câu lạc bộ |
| -- | -- | ---------------------- | --------------------------- | ---- | --- | ---------- |
| 1  | TM | Sergio Padt            | 6 tháng 6, 1990 (16 tuổi)   |      |     | Ajax       |
| 2  | HV | Anthony Bentem         | 19 tháng 3, 1990 (17 tuổi)  |      |     | Sparta     |
| 3  | HV | Timothy van der Meulen | 2 tháng 3, 1990 (17 tuổi)   |      |     | Ajax       |
| 4  | HV | Patrick van Aanholt    | 29 tháng 8, 1990 (16 tuổi)  |      |     | PSV        |
| 5  | HV | Ridny Cairo            | 9 tháng 2, 1990 (17 tuổi)   |      |     | PSV        |
| 6  | HV | Daley Blind            | 9 tháng 3, 1990 (17 tuổi)   |      |     | Ajax       |
| 7  | TV | Nacer Barazite         | 27 tháng 5, 1990 (16 tuổi)  |      |     | Arsenal    |
| 8  | TV | Leroy Fer              | 5 tháng 1, 1990 (17 tuổi)   |      |     | Feyenoord  |
| 9  | TĐ | Género Zeefuik         | 5 tháng 4, 1990 (17 tuổi)   |      |     | PSV        |
| 10 | TV | Georginio Wijnaldum    | 11 tháng 11, 1990 (16 tuổi) |      |     | Feyenoord  |
| 11 | TĐ | Luciano Narsingh       | 13 tháng 9, 1990 (16 tuổi)  |      |     | Heerenveen |
| 12 | HV | Johnny de Vries        | 20 tháng 2, 1990 (17 tuổi)  |      |     | Heerenveen |
| 13 | HV | Kaj Ramsteijn          | 17 tháng 1, 1990 (17 tuổi)  |      |     | Feyenoord  |
| 14 | TV | Marko Vejinović        | 3 tháng 2, 1990 (17 tuổi)   |      |     | AZ         |
| 15 | TV | Wouter de Vogel        | 17 tháng 9, 1990 (16 tuổi)  |      |     | AZ         |
| 16 | TM | Jeroen Zoet            | 6 tháng 1, 1991 (16 tuổi)   |      |     | PSV        |
| 17 | TĐ | Luís Pedro             | 27 tháng 4, 1990 (17 tuổi)  |      |     | Feyenoord  |
| 18 | TĐ | Pepijn Kluin           | 23 tháng 4, 1990 (17 tuổi)  |      |     | AZ         |